# The Extravagant Bride
The Extravagant Bride è un cortometraggio muto del 1917 diretto da E.H. Calvert e prodotto dalla Essanay di Chicago. Undicesimo cortometraggio della serie Is Marriage Sacred?.

## Produzione
Il film fu prodotto dalla Essanay Film Manufacturing Company.

## Distribuzione
Distribuito dalla General Film Company, il film - un cortometraggio di due bobine - uscì nelle sale cinematografiche USA il 24 febbraio 1917.